# Takla Haymanot
Takla Haymanot (ou Tekle Haymanot) (en amharique : አቡነ ተክለ ሃይማኖት)  est un moine chrétien éthiopien, mort en 1313. Fondateur vers 1284 du fameux monastère de Debré Libanos, c'est l'un des saints les plus révérés de l'Église éthiopienne orthodoxe, et il l'est aussi par l'Église copte d'Égypte. 
Il est célébré le 24 du mois de Nähasé (en Égypte Misra, c'est-à-dire le 30 août), jour de sa mort, le 24 Tahsas (en Égypte Kihak, c'est-à-dire le 2 janvier), jour de sa naissance, et le 12 Genbot (en Égypte Basans, c'est-à-dire le 20 mai). En outre, il est fêté le vingt-quatrième jour de chaque mois.

## Sources
Il fait l'objet d'une abondante littérature hagiographique dont les plus anciens textes conservés datent de la fin du XIVe siècle. Sa Vie, notamment, est transmise par une cinquantaine de manuscrits anciens qui se répartissent en au moins quatre recensions principales. La version la plus courte figure au 24 Nähasé dans le synaxaire éthiopien. La plus répandue est la recension dite « de Debré Libanos », remontant à 1515 environ, et connue en Europe depuis le XVIIe siècle. Il y a également dans cette littérature les récits de plus de soixante-dix miracles, organisés en quatre séries.

## Vie
En dépit de la profusion de détails donnés par les textes, le schéma de la légende est concis. Le saint naquit dans la localité de Selalis (province de Shewa), identifiée à l'actuelle Étissa, au sud-est d'Addis-Abeba, une région alors récemment touchée par l'évangélisation. Son père, nommé Sägga Zä'ab, était prêtre, et sa mère, Égzi' Hariya, de noble origine. Motälämi, le souverain païen du royaume de Damot (au sud du Nil Bleu), envahit la contrée, s'empara d'Égzi' Haräya et voulut l'épouser, mais l'archange saint Michel veillait sur elle et la ramena à Sägga Zä'ab. Elle conçut juste après un fils consacré à Dieu, qui reçut à sa naissance le nom de Fesseha Tseyon (« Joie de Sion »). Il devint diacre, puis prêtre, et eut un jour une vision dans laquelle le Christ lui ordonnait de consacrer sa vie à l'évangélisation. Il prit alors le nom de Täklä Haymanot, qui signifie « Plante de la foi ». Il parcourut le pays en faisant de nombreuses conversions malgré la résistance des « sorciers » traditionnels, puis pénétra dans le royaume de Damot, où après avoir accompli une série de miracles il parvint à convertir le roi Motälämi, qui devint son dévot disciple.
Il continua à voyager, visita de nombreux sanctuaires et séjourna longuement dans des monastères (dans celui de Däbrä Hayq, où il fut disciple d'Iyasus Moa, et dans celui de Däbrä Damo, antique établissement non loin d'Aksoum, où il fut disciple du fameux Abba Yohanni). Il revint ensuite dans la province de Shewa, où vers 1284 il fonda dans une localité du nom de Gérarya sa propre communauté monastique, appelée à l'origine Däbrä Asbo (et qui devint au milieu du XVe siècle, sous le roi Zara Yaqob, Däbrä Libanos) ; à l'origine elle était mixte, et c'est son second successeur Philippe (Filpos) qui sépara les sexes. Dans la fin de sa vie, reclus dans une grotte, il se livra à des pratiques ascétiques impressionnantes, se tenant au milieu de pointes de fer dressées, si bien que sept ans avant sa mort une de ses jambes se brisa et se sépara de son corps. Il mourut vingt-neuf ans après la fondation de son monastère, l'année précédant la mort du roi Ouédem-Arad ; selon la tradition, il avait quatre-vingt-dix-neuf ans, ce qui le fait naître en 1214.

## Culte
Après sa mort, l'importance de son culte crût avec celle du monastère qu'il avait fondé, qui devint l'un des principaux sanctuaires d'Éthiopie : nombre de ses disciples fondèrent d'autres communautés reconnaissant Däbrä Libanos comme leur maison-mère, et c'est sous le règne du roi Zara Yaqob (1434-1468) que ce réseau monastique (« la Maison de Täklä Haymanot ») fut lié officiellement à la monarchie éthiopienne, recevant en fief un tiers du royaume. Le supérieur de Däbrä Libanos, l'Itchégué, considéré comme le chef de tous les moines d'Éthiopie, devint le numéro deux de l'Église du royaume après l' Abouna (celui-ci étant un moine égyptien délégué par le pape copte).
La dépouille du saint, d'abord enterré près de son ermitage à l'écart de la communauté, fut transportée en 1370 dans le monastère (d'ailleurs déplacé par son successeur Philippe), et fut l'objet d'un culte particulier, des représentants de toutes les communautés fondées par ses disciples se relayant tous les mois pour en assurer le service. Sous le roi Naod (1494-1508) et l'abbé Märha Kréstos, il y eut une autre translation solennelle des reliques dans un sarcophage d'or, et tous ses successeurs à Däbrä Libanos jusqu'au XVIe siècle eurent leur tombe autour de la sienne. Des traditions tardives (XVIIe siècle ?) ont lié saint Täklä Haymanot au renversement de la dynastie « usurpatrice » des Zagwés et au « rétablissement » de la dynastie « légitime » des Salomonides, ce qui eut lieu en 1270 avec Yekouno Amlak, donc du vivant du saint.
Takla Haymanot est l'un des rares saints vénérés dans toute l'Éthiopie chrétienne, et beaucoup d'églises lui sont dédiées. Il est également objet d'un culte important parmi les coptes d'Égypte (il y a une église Saint-Takla-Haymanot à Alexandrie, et l'un des sanctuaires de la vieille église al-Mu'allaqah, au Caire, est consacré à ce saint). Il a même été admis, depuis la brève domination des jésuites portugais en Éthiopie au XVIIe siècle, dans la liste des saints de l'Église catholique. Il est généralement représenté avec six ailes et une seule jambe, ce qui renvoie à deux épisodes de sa Vie.   

## Éditions de laVieet desMiracles
- Carlo Conti Rossini (éd.), « Il Gadla Takla Haymanot secondo la redazione Waldebbana » (texte original et traduction italienne), Memorie della Reale Accademia dei Lincei, classe di scienze morali, storiche e filologiche, ser. 5, n° 2, 1896, p. 97-143.
- Ernest Alfred Thompson Wallis Budge (éd.), The Life and Miracles of Tâklâ Hâymânôt in the Version of Dâbrâ Libanos, and the Miracles of Tâklâ Hâymânôt in the Version of Dâbrâ Libanos, and the Book of the Riches of the Kings. The Ethiopic Texts, from the British Museum Ms. Oriental 723, edited with English translations, to which is added an English translation of the Waldebbân version, Londres (impression privée pour Lady Valerie Meux), 1906.

## Liens
- Notices dans des dictionnaires ou encyclopédies généralistes :   - Dizionario di Storia
  - Universalis
- Notices d'autorité :   - VIAF
  - Tchéquie